# Osmia croceiventris
Osmia croceiventris är en biart som beskrevs av Radoszkowski 1882. Osmia croceiventris ingår i släktet murarbin, och familjen buksamlarbin. Inga underarter finns listade i Catalogue of Life.